# 卡尔博内拉
卡尔博内拉（義大利語：Carbonera），是意大利威尼托大区特雷维索省的一个市镇。总面积19.78平方公里，人口11065人，人口密度559.4人/平方公里（2009年）。国家统计（ISTAT）代码为026008。